# Nuovi media
I nuovi media, o media digitali, sono quei mezzi di comunicazione di massa sviluppati dopo la nascita dell'informatica e in correlazione ad essa. È ormai radicato l'uso del termine latino media (plurale di medium, significa stare nel mezzo tra colui che trasmette e colui che riceve) per indicare i mezzi di comunicazione di massa. Più in generale i nuovi media sono quei canali della comunicazione creati e utilizzati di volta in volta man mano che il processo tecnologico avanza, per cui l'esatta definizione può variare rispetto all'epoca storica presa in considerazione.
L'interattività offerta dalle applicazioni web consente una tipologia di comunicazione propria degli stessi nuovi media, e cioè né univoca (one-to-one) né molteplice (one-to-many), ma addirittura collettiva (many-to-many). Le tecnologie digitali permettono infatti una comunicazione personalizzata e multidirezionale che sfrutta il canale bidirezionale della Rete per indirizzare messaggi mirati e diversificati in base alle aspettative e alle preferenze dell'utente. Bolter e Grusin parlano della mediazione dei nuovi media come "la rimediazione (remediation) della realtà perché essi stessi sono reali e perché l'esperienza dei media è il soggetto della rimediazione". Con il termine remediari, che in latino significa "curare", si vuole intendere che ogni nuovo medium è stato creato per colmare un limite o correggere un errore compiuto da quello che l'ha preceduto, portando, quindi, a termine il lavoro che il medium precedente non ha svolto.

## Definizione e caratteristiche dei nuovi media
I media digitali possono essere definiti come quei mezzi di comunicazione legati alle tecnologie e a Internet, che si differenziano dai media tradizionali (Stampa, Radio, Televisione) in particolar modo per le caratteristiche di multimedialità e interattività. Proprio per la stretta correlazione tra nuovi media e Internet, gli Osservatori Digital Innovation del Politecnico di Milano studiano il fenomeno all'interno del paradigma Internet Media, valutando il mercato pubblicitario e della vendita di contenuti legato a questi ultimi.
Caratteristiche distintive e salienti dei nuovi media sono:
- la velocità di comunicazione a distanza;
- la portata geografica e demografica potenziale;
- l'enorme potenziale di memoria;
- l'accuratezza dell'informazione trasmessa;
- la convergenza
- l'interattività
- la partecipazione
- l'ipertargettizzazione
- la mancanza di limiti spazio-temporali
- la selettività dei messaggi[3].

Una delle caratteristiche che distinguono i nuovi media dai vecchi è la variabilità: un nuovo medium riproduce tante versioni diverse spesso assemblate da un computer.
La codifica numerica e la loro struttura modulare consentono l'automazione di diverse operazioni, quali manipolazione, creazione e accesso ai media.  

Altra caratteristica è la transcodifica, ossia, la traduzione di un oggetto in un altro formato.
Le tecnologie digitali hanno prodotto nella seconda metà degli anni Novanta la convergenza di tre media precedentemente separati: il telefono, la televisione, il calcolatore elettronico. I nuovi media sono dunque convergenti: con la convergenza tra telefono e calcolatore, ad esempio, si può accedere al Web. Altre caratteristiche dei nuovi media è che sono personali e ipertestuali: personali perché in rete possono fornire agli utenti servizi su richiesta e gli utenti possono richiedere ciò che cercano e che vogliono; sono ipertestuali perché permettono un'esplorazione non lineare attraverso una rete di nodi collegati da link. "Con ipertesto si intende sia scrittura non sequenziale- testo che si dirama e consente al lettore di scegliere; qualcosa che si fruisce al meglio su uno schermo interattivo. Così come è comunemente inteso, un ipertesto è una serie di brani di testo tra cui sono definiti dei collegamenti che consentono al lettore differenti cammini".
I nuovi media permettono sia una comunicazione asincrona, in cui lo scambio comunicativo tra gli interlocutori avviene in tempi diversi, come avviene nei forum, che comunicazione sincrona, in cui due o più utenti si scambiano messaggi che vengono fruiti immediatamente, come se gli utenti stessero conversando tra loro o parlando al telefono, ad es. la chat.

## I formati dei nuovi media
I nuovi media, a differenza di quelli analogici, sono discreti (discontinui). Sono composti da un codice digitale, sono quindi rappresentazioni numeriche aventi in comune l'uso del computer o di altri sistemi digitali.
Permettono l'accesso casuale, sono interattivi e bidirezionali, si svincolano dai limiti di spazio e tempo, favorendo la partecipazione al processo della comunicazione. I messaggi sono da molti a molti e non vi è più un'unica direttrice centro-periferia o alto-basso. Sono multimediali; trasformando le informazioni in segnali digitali, è possibile gestire i dati in modo più semplice: con i bit, abbiamo un'omogeneità di diversi formati e possiamo rappresentare, in sequenze di zero e di uno, testi, suoni, immagini statiche e in movimento. I diversi formati divengono così compatibili e questo consente il processo di convergenza teorizzato da Nicholas Negroponte e da ricercatori del Media Lab alla metà degli anni Ottanta, e che ha dato il via alla progettazione di dispositivi multimediali, cioè in grado di trattare indifferentemente formati di tipo numerico, audiovisivo, sonoro.

## I nuovi media nella didattica
La tecnologia sta acquistando importanza anche nella didattica, offrendo svariate modalità di apprendimento, non esenti da controversie . Gli ipertesti, la comunicazione virtuale, la ricerca di informazioni in internet, i blog, si sono diffusi sempre più negli ultimi anni, inserendosi in ogni campo dell'educazione e dell'informazione. Molti docenti usano i blog come laboratori di ricerca e di scambio, ad esempio ricordiamo l'Educational Blogger Network, la rete delle reti dei blogger 
che ha la finalità di facilitare l'accesso alle nuove tecnologie per l'insegnamento di tutte le discipline. Il blog è un website frequentemente sempre e in ogni luogo aggiornato e consiste in messaggi datati e ordinati cronologicamente. Per gli studenti, apprendere tramite l'utilizzo di tecnologie multimediali, diventa più stimolante. 
Nell'ambito di quasi tutti i corsi di laurea in scienze della comunicazione sono presenti insegnamenti di teorie e tecniche dei nuovi media, normalmente afferenti al settore scientifico-disciplinare della sociologia dei processi culturali e comunicativi. Oggetto di studio di tali insegnamenti è essenzialmente l'impatto che i nuovi media hanno sulla vita quotidiana delle persone e quindi sul mutamento sociale, nonché, viceversa, come la società influenza i nuovi media.
Si interessano ai nuovi media anche altre discipline, quali l'antropologia, l'informatica e le scienze cognitive (psicologia, percezione), nonché la psicologia sociale e l'epistemologia.

## Analizzare i nuovi media
Una delle sfide più interessanti, ma anche intimamente controverse, portate dai nuovi media è senza dubbio quella di estrarre informazioni (si parla a questo proposito di Information Retrieval) da ampie moli di dati testuali (scritti, visivi, audio, multimediali, ecc.). Tipaldo scrive a questo proposito che «Internet e, in modo particolare, le applicazioni basate sul World Wide Web (o Web-based Technologies) costituiscono senza ombra di dubbio il più vasto, complesso, controverso e promettente campo di prova che l'analisi del contenuto ha oggi di fronte a sé».
Una proprietà che emerge dai nuovi media è il dialogismo e la dimensione di
«community» che li accompagna: "non solo i blog sono calati in una fitta trama
ipertestuale di collegamenti, ma stimolano esplicitamente questa dimensione
sollecitando i commenti dei lettori e spesso linkandosi ad altri blog. Oggi,
quasi tutti i sistemi di blog contengono la possibilità di accettare i commenti dei
lettori sulle singole notizie pubblicate. In questo modo, i contenuti dei blog
sono sempre aperti a forme di dialogo tra l’autore delle annotazioni, i suoi
lettori e, perché no, perfino le fonti".

## Multitasking
L'uso di più media digitali contemporaneamente da parte di un utente viene chiamato multitasking , modalità che viene agita soprattutto dai nativi digitali.

## Cosa viene classificato comenuovo medium
- CD e DVD quando sono usati, ad esempio, con finalità pubblicitarie e non;
- siti web;
- chatroom;
- posta elettronica, se viene usata come strumento di comunicazione di massa o comunicazione massiva;
- gruppi di discussione (forum, notizie);
- servizi di rete sociale;
- telefonia mobile, per le applicazioni evolute (cioè diverse dalla comunicazione interpersonale), con particolare riguardo alla convergenza;
- radio in store (ovvero le emittenti radiofoniche nei negozi e nei centri commerciali) e le emittenti radiofoniche personalizzate, come strumento di comunicazione di massa utilizzate nei punti vendita della grande distribuzione, o nell'ambito della vendita al dettaglio, con finalità pubblicitarie;
- videogiochi.